# Rocinha
Rocinha est la plus grande favela de la ville de Rio de Janeiro. Elle s'étend sur 143,72 ha. Selon le recensement de 2011, la favela accueillait 71 126 habitants dans 25 543 logements.

## Présentation

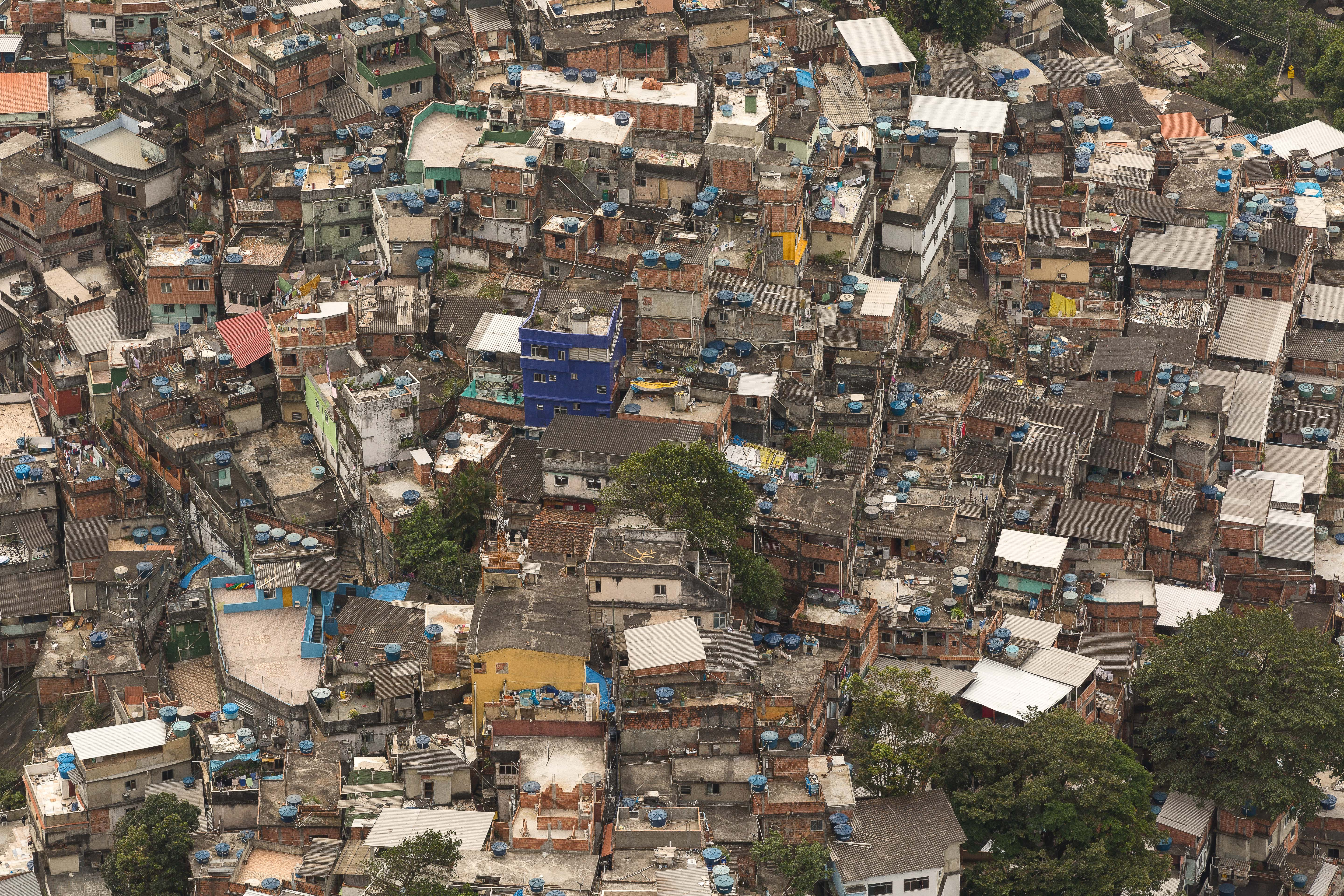

Panorama de nuit avec en arrière-plan la Morro Dois Irmãos en 2014.

Elle se situe entre les quartiers aisés de São Conrado et Gávea. Le revenu moyen des habitants est à 690 reais par mois.

## Criminalité et rénovation urbaine
Comme souvent dans ces quartiers défavorisés, elle était en proie à des luttes entre gangs de trafiquants (Amigos Dos Amigos ou Comando Vermelho) pour pouvoir prendre le contrôle de la favela. Cependant, à la suite d'une importante opération policière et militaire survenue le 13 novembre 2011, la favela a été pacifiée et les trafiquants en ont été expulsés. Il a depuis été installé une UPP (Unité de Police Pacificatrice), censée empêcher le retour des trafiquants ou encore l'installation d'une milice. Malgré cette tentative de retour de l'État et des services publics dans un lieu auparavant totalement abandonné par les pouvoirs publics, les trafiquants sont très visiblement actifs depuis 2014. Les homicides sont de nouveau en hausse, après une chute de 65 %. Le Comando Vermelho et d'autres continuent d'afficher leurs initiales dans les rues dont ils ont le contrôle, et l'UPP, qui s'est illustrée par la torture à mort de l'un des habitants et par des méthodes brutales terrorisant la population a perdu leur confiance. En 2016, la collusion entre certains policiers et membres de la pègre, qui avait donné lieu à des purges dans les services de police en 2011 est en 2023 de nouveau une réalité. Le programme de rénovation urbaine de 2011 de 130 millions de reais a eu des effets mitigés, les habitants n'ayant pas été associés à son contenu.

## Initiative locale

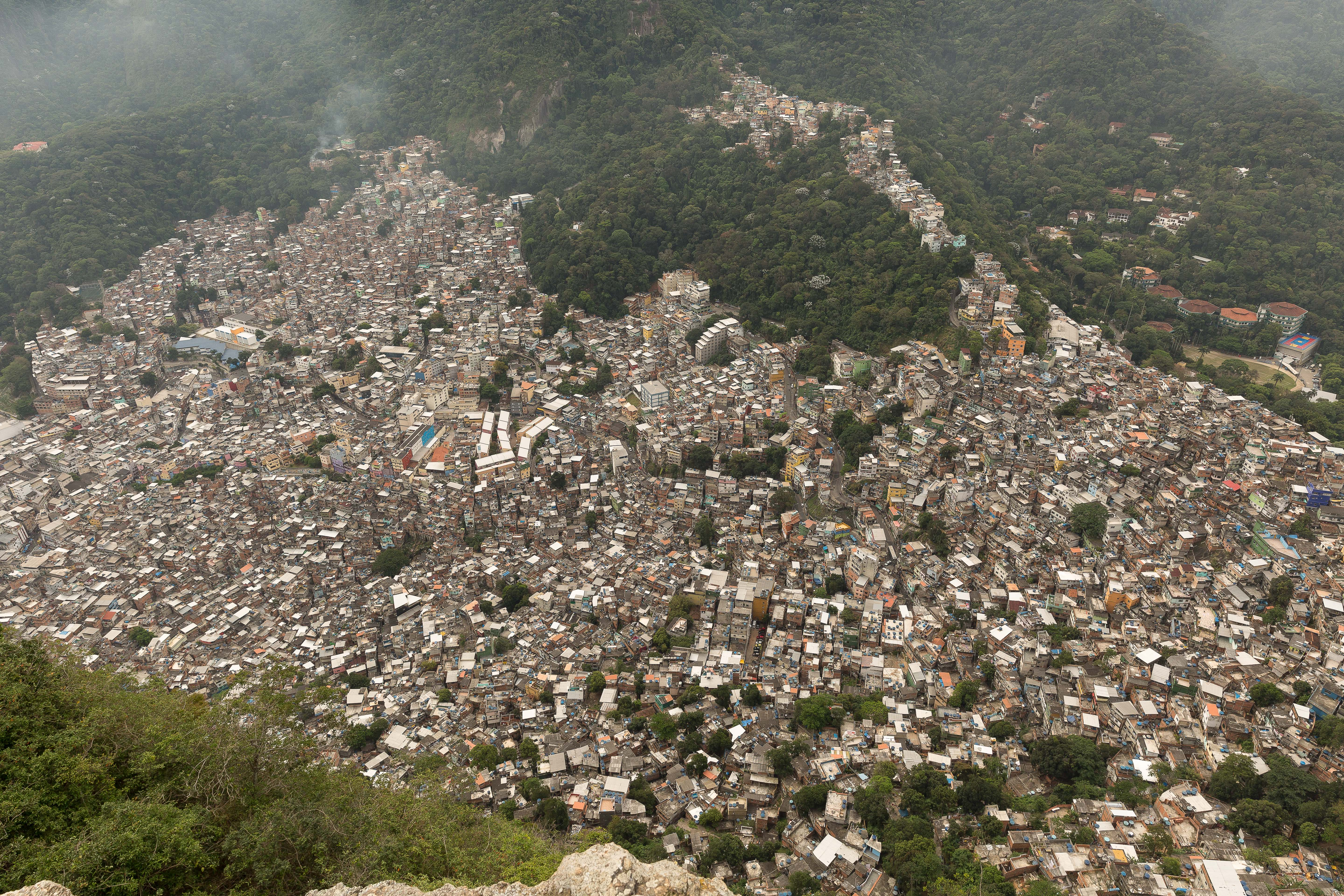

Tio Lino est un ancien maître-nageur de Copacabana qui s'occupe des jeunes de la Rocinha. Dans cette « ville dans la ville » gangrenée par le trafic de cocaïne, son association « Mundo da arte » incite les adolescents à rêver d'un autre futur, à travers la pratique de la sculpture, du théâtre, de la capoeira... En 2012, « Mundo da arte » donne une chance à 150 jeunes. Toute la semaine, Tio Lino les accueille après les cours, pourvu qu'ils tournent le dos aux trafics.